# Planispectrum hongkongense

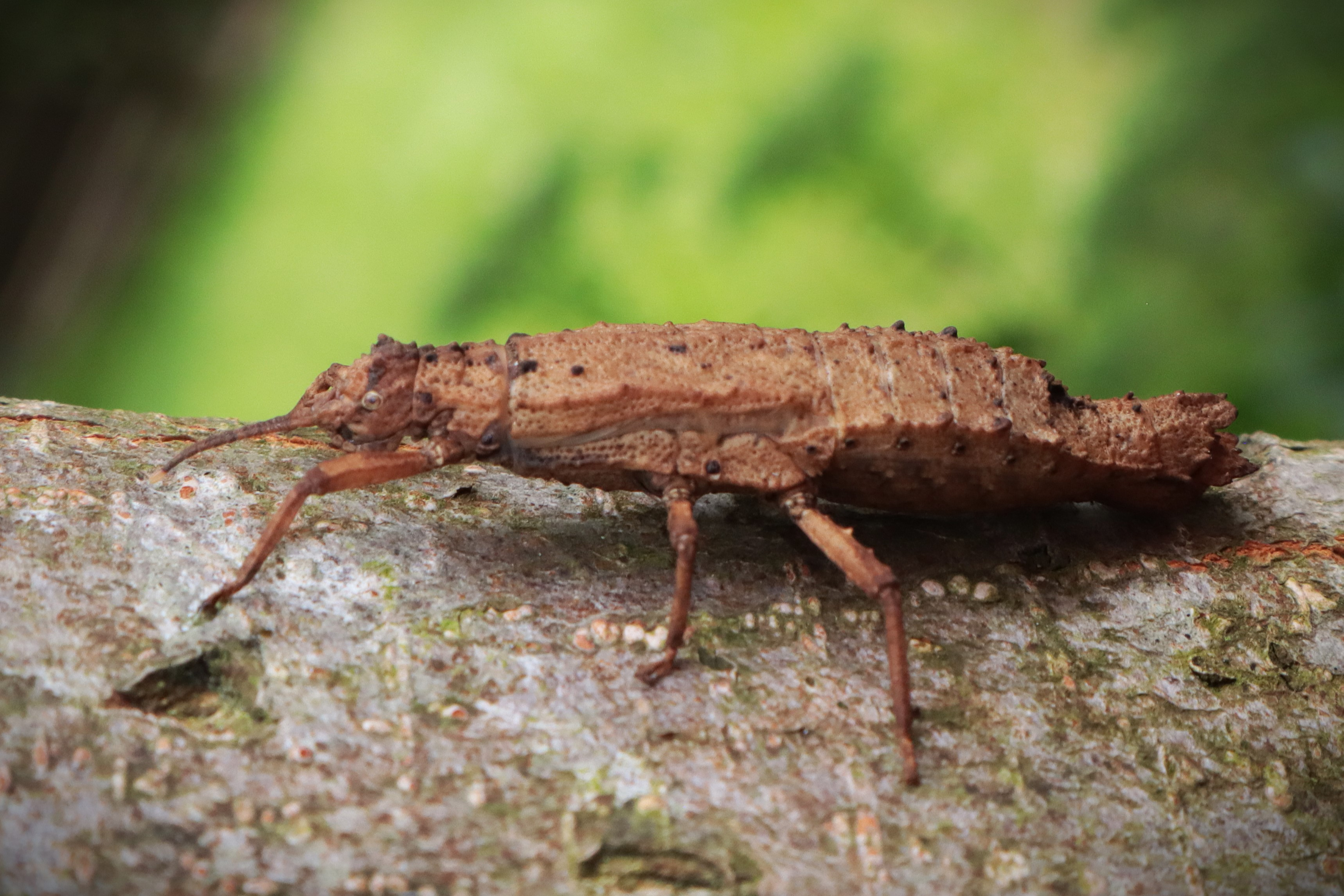
Seitenansicht eines Weibchens vom Zuchtstamm aus Tai Tam

Planispectrum hongkongense ist eine in Hongkong beheimatete Gespenstschrecken-Art, von der bisher lediglich Weibchen bekannt sind.

## Merkmale

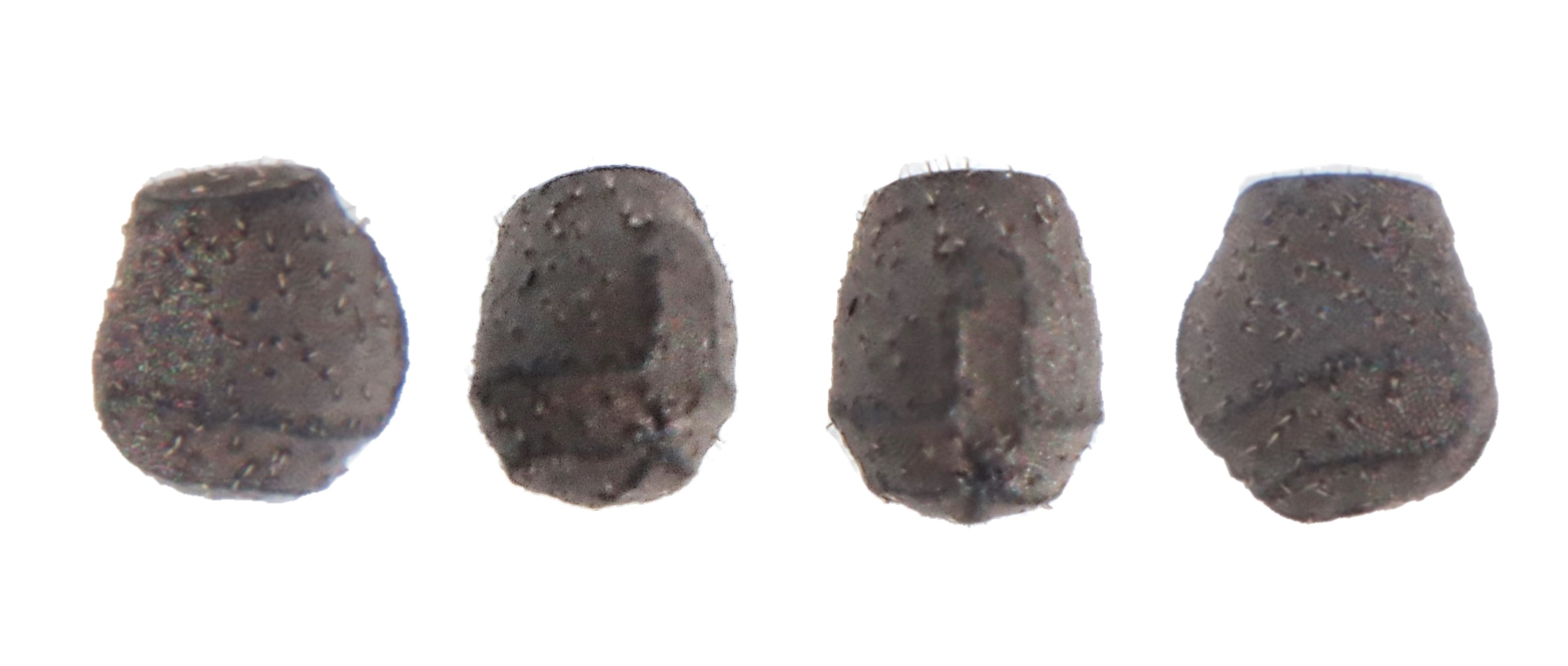
Eier in lateraler, halbdorsaler, dorsaler und lateraler Ansicht

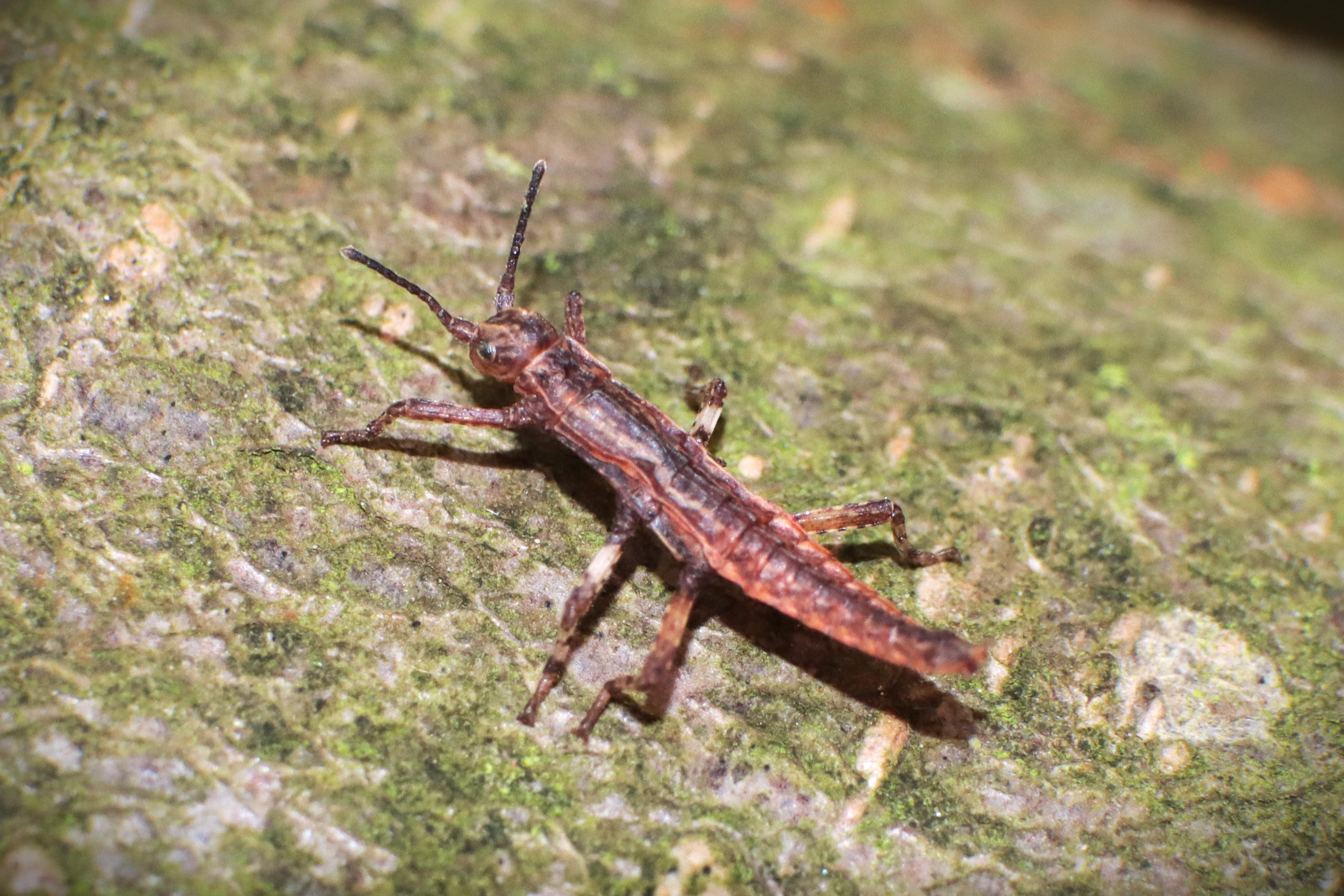
L1 Nymphe

Mit einer Länge von gut 30 mm gehören die Weibchen von Planispectrum hongkongense zu den eher größeren Vertretern der Gattung. Durch das seitlich abgeflachte Abdomen, welches deutlich breiter ist als der Thorax, gilt die Art als leicht zu identifizieren. Von der nahe verwandten Planispectrum hainanense ist sie durch die unbehaarten Beine zu unterscheiden, die auf dem vorderen und hinteren Bereich ihren Mittel- und Hinterschenkeln nur leicht flossenartig verbreiterte Lamellen haben. Die von P. hainanense sind dort deutlich flossenartig und auf den Beinen sind kurze bräunliche Haare zu finden. Bei P. honkongense ist das Analsegment nur leicht eingebuchtet, das von P. hainanensis ist stark eingebuchtet. Der 3,7 mm lange Kopf ist deutlich länger als breit. Die darauf befindlichen Supraantennalen sind spitz hervortretend und durch einen stark erhöhten Kamm mit den Interorbitalen verbunden. Die drei Präoccipitalen werden nach hinten zunehmend größer. Die hinteren Occipitalen sind prominent ausgebildet. Die lateralen Coronalen sind deutlich erkennbar. Die Fühler bestehen aus etwa 20, teilweise undeutlich voneinander getrennten Segmenten. Von den 30 mm Gesamtlänge entfallen auf das Pronotum 2,7 mm, auf das Mesonotum 5,8 mm, auf das Metanotum 2,8 mm und auf das Mediansegment 1,8 mm. Die Abdominalsegmente eins bis vier werden zunehmend breiter. Das vierte Segment ist das breiteste. Das fünfte Segment hat die Breite des dritten. Die Segmente sechs bis zehn werden zunehmend schmaler.

## Systematik und Vorkommen
Oliver Zompro beschrieb Planispectrum hongkongense 2004 zusammen mit zwei weiteren Planispectrum-Arten anhand eines Weibchen und eines diesem entnommenen Eis. Das Weibchen, welches sich wie das Ei in der Sammlung des Muséum d’histoire naturelle de la Ville de Genève befindet, wurde als Holotypus festgelegt. Es wurde am 2. Dezember 1988 von B. Hauser in 180 bis 380 m Höhe gesammelt und stammt aus dem im südlichen Tai Po District gelegenen Teil des Tai Mo Shan Country Parks. Der Artname bezieht sich auf den Fundort des Tieres. Neben dem Holotypus wird ein weiteres Weibchen erwähnt, welches ohne Fundortangaben in der Sammlung der Universität Hongkong fotografiert wurde. George Ho Wai-Chun untersuchte weitere elf Weibchen und neun Eier. Diese wurden größtenteils von ihm selbst zwischen 2006 und 2013 im Southern District (in Aberdeen und Violet Hill) und in den Distrikten Tai Po (in Ma Wo, Tai Po Kau und Ng Tung Chai), Sha Tin (in Shing Mun), Sai Kung (in Tsiu Hang) sowie Islands (am Tai Tung Shan auf Lantau Island) gesammelt.

## Terraristik
Seit 2020 ist in Europa ein parthenogenetischer Stamm von Planispectrum hongkongense in Zucht. Dieser geht auf ein Weibchen zurück, welches der Tscheche Luděk Šulda im zum Southern District von Hongkong gehörenden Tai Tam Country Park am 20. November 2019 mitnahm, während er auf der Suche nach Ameisen war. In Tschechien angekommen bemühte er sich um die Bestimmung der Art. Nachdem diese zunächst wegen eines schlechten Fotos für einen Vertreter der Gattung Orestes gehalten wurde, identifizierte es Pavel Potocký im April 2020 anhand besserer Bilder als Vertreter einer anderen Gattung, woraufhin Šulda das adulte Weibchen Potocký schickte. Als das Weibchen im Juli 2020 starb, hatte es dort ca. 30 Eier gelegt, aus denen etwa 25 Nymphen schlüpften, die größtenteils an verschiedene Züchter weitergegeben wurden. Anhand adulter Weibchen der {\displaystyle {F_{1}}}-Generation bestimmte Potocký die Art 2021 und bezeichnet den Zuchtstamm nach dem Fundort als Planispectrum hongkongense ‚Tai Tam‘.
Planispectrum hongkongense gilt als einfach zu halten und zu vermehren. Die Nymphen wachsen sehr langsam heran und fressen wie die Imagines Blätter von Brombeeren und anderen Rosengewächsen.